# Antoni Burzyński
Antoni Burzyński ps. „Kmicic” (ur. 11 czerwca 1911 w Wilnie, zm. w końcu sierpnia lub na początku września 1943) – oficer Wojska Polskiego II RP i Armii Krajowej, dowódca pierwszego polskiego oddziału partyzanckiego na Wileńszczyźnie.

## Życiorys
Uczęszczał do Gimnazjum im. Króla Zygmunta Augusta w Wilnie oraz na Dywizyjny Kurs Podchorążych Rezerwy Piechoty 5 pułku piechoty Legionów, który ukończył, uzyskując stopnie: podchorążego rezerwy oraz plutonowego z cenzusem. Następnie uczęszczał do Wyższej Szkoły Nauk Politycznych przy Instytucie Badawczym Europy Wschodniej w Wilnie, którą to uczelnię ukończył w 1939 roku. Natomiast w 1938 roku otrzymał awans na podporucznika.
Po wybuchu II wojny światowej był adiutantem płk Stanisława Szyłejki, dowódcy południowego odcinka obrony Wilna. 18 września został internowany na Litwie i umieszczony w obozie, skąd uciekł, udając się z powrotem do miasta. Wstąpił w szeregi polskiego ruchu oporu, działając w konspiracyjnym kole pułkowym 5 pułku mjr Antoniego Olechnowicza. Jesienią 1941 roku został aresztowany przez litewską Saugumę, skąd został wykupiony na początku 1942 roku. Po tym wydarzeniu ukrywał się w okolicach Świra. Zabiegał w dowództwie Okręgu Wilno AK o zgodę na utworzenie oddziału partyzanckiego. Po jej udzieleniu rozpoczął na przełomie 1942 i 1943 roku jego formowanie. Pierwszą akcją bojową jednostki był atak na stację kolejową Gieladnia 15 kwietnia 1943 roku, gdzie zniszczono urządzenia kolejowe oraz zdobyto broń i amunicję. Natomiast od początku lipca 1943 roku oddział został upoważniony do oficjalnego występowania jako Armia Krajowa.
Oddział w sile ok. 200–300 ludzi stacjonował w rejonie jeziora Narocz. W tej okolicy miały swe obozowiska również oddziały I Wileńskiej Radzieckiej Brygady Partyzanckiej pod dowództwem płk Fiodora Markowa. Stosunki pomiędzy partyzantami polskimi i radzieckimi układały się względnie dobrze do czerwca 1943 roku. Wtedy to Komitet Centralny Komunistycznej Partii (bolszewików) Białorusi wydał rozkaz zwalczania polskich oddziałów partyzanckich. Do likwidacji oddziału „Kmicica” został wyznaczony oddział Markowa. 26 sierpnia 1943 roku Antoni Burzyński udał się wraz z czterema partyzantami do obozu radzieckiego, celem omówienia akcji na Madzioł. Z wyprawy już nie powrócił, zaś jego oddział został rozbrojony, a żołnierzy rozstrzelano lub siłą wcielono do formacji radzieckich.
Dokładna data i miejsce śmierci Antoniego Burzyńskiego pozostają nieznane. Istnieją niepotwierdzone relacje, iż był torturowany, a następnie rozstrzelany po odmowie współpracy.

## Odznaczenia
- Złoty Krzyż Zasługi z Mieczami - 1988 (pośmiertnie)